# Bâtiment de la division de la Drina à Valjevo
Le bâtiment de la division de la Drina à Valjevo (en serbe cyrillique : Зграда Дринске дивизије у Ваљеву ; en serbe latin : Zgrada Drinske divizije u Valjevu) se trouve à Valjevo, dans le district de Kolubara en Serbie. Il est inscrit sur la liste des monuments culturels protégés de la république de Serbie (identifiant no SK 2032),,.

## Présentation

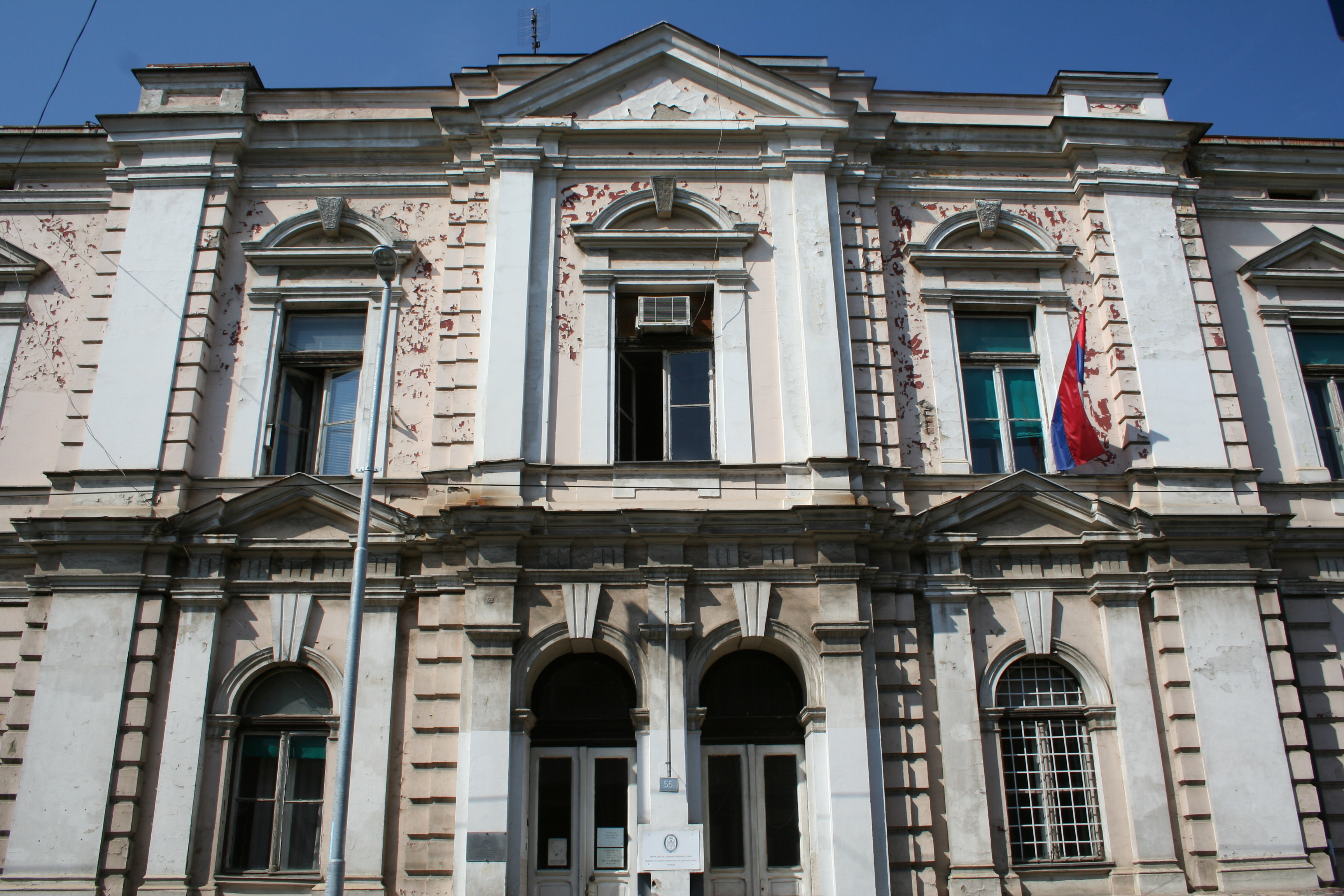
Détail de la façade sur rue.

Le bâtiment, situé 55 rue Vojvode Mišića, dont le plan suit la forme de la lettre cyrillique « Ш », est construit dans l'alignement de la rue, avec un parc à l'arrière et sur le côté nord,. Il est constitué d'un rez-de-chaussée et d'un étage dont les parties murales et les ouvertures sont réparties de la même manière,.
La façade sur rue, symétrique, est décorée dans un style académique avec des éléments néo-Renaissance,. Elle est rythmée par trois avancées, une avancée centrale et deux latérales ; l'avancée centrale, où se trouve l'entrée, est ornée d'un fronton et d'un attique ; les avancées latérales sont chacune dotées de deux fenêtres, l'une au rez-de-chaussée, l'autre à l'étage, ornées d'une riche décoration plastiques, tandis que les avancées elles-mêmes sont surmontées par un attique,. Le long de la partie nord du bâtiment, s'ouvre un portail en briques avec une porte en métal qui mène à la cour.
Sur le plan horizontal, le rez-de-chaussée  s'appuie sur un haut socle en pierre séparé par un bandeau du reste du mur, qui est lui-même orné de rainures horizontales. Un second bandeau sépare le rez-de-chaussée de l'étage et un troisième bandeau court sous la corniche toit.
Le bâtiment est doté d'un toit de structure complexe recouvert de tuiles.
Le bâtiment a été construit au début du XXe siècle pour les besoins de l'armée ; il conserve sa fonction militaire d'origine encore aujourd'hui.